# Hydriades

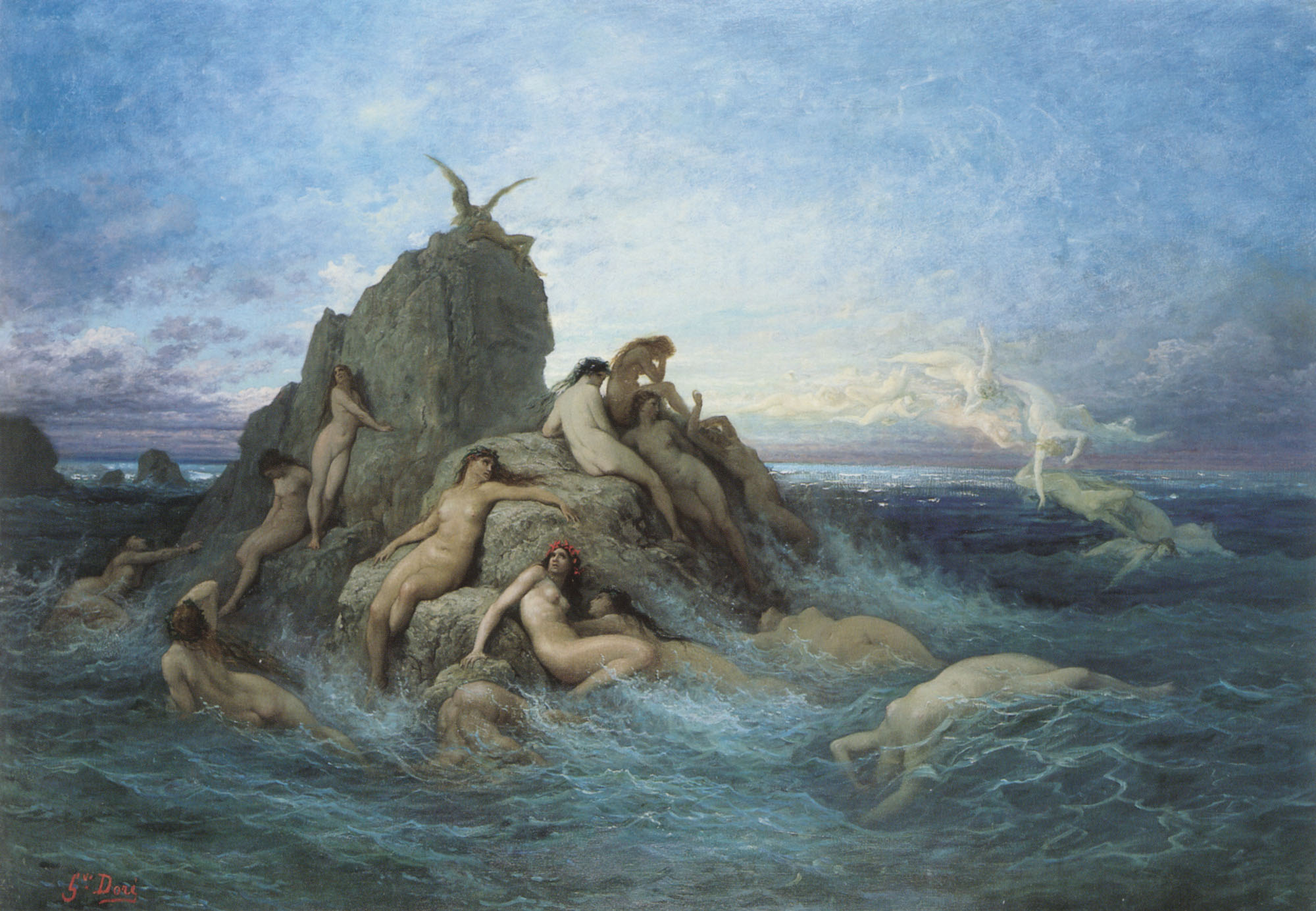
« Les Océanides, Naïades de la mer », par Gustave Doré

Dans la mythologie grecque, les hydriades ou éphidryades sont les nymphes aquatiques. Elles se répartissent en nymphes marines, les haliades (dont font partie les filles de Nérée ou Néréides), nymphes sous-marines (les Océanides qui vivent au palais de leur père Océan), et enfin nymphes des eaux douces (sources, fontaines, rivières, etc.), les naïades.

## Source
- Nonnos de Panopolis, Dionysiaques [détail des éditions] [lire en ligne] (XVI, 356 ; XXIV, 123).